# Wei Yi
Wei Yi (en xinès: 韦奕); nascut el 2 de juny de 1999) és un prodigi dels escacs xinès, que té el títol de Gran Mestre des de 2013. L'1 de març de 2013 va guanyar la seva definitiva norma de Gran Mestre a l'obert de Reykjavik Open, i va esdevenir, a l'edat de 13 anys, 8 mesos i 23 dies, el més jove Gran Mestre del món en aquell moment, i el quart GM més jove de la història.
A la llista d'Elo de la FIDE del novembre de 2021, hi tenia un Elo de 2729 punts, cosa que en feia el jugador número 3 (en actiu) de la Xina, i el número 22 del rànquing mundial. El seu màxim Elo va ser de 2737 punts, a la llista novembre de 2015 (posició 23 al rànquing mundial).

## Resultats destacats en competició
El 2007 va competir en el Campionat d'escacs de la Xina B, a l'edat de 8 anys, i hi va aconseguir unes taules contra el GM Zhou Jianchao.
El 2010, va guanyar la secció de menors de dotze anys del Campionat Juvenil d'escacs de l'Àsia, i el mateix va guanyar la mateixa divisió en el campionat del món per edats.
L'agost de 2012, va fer la seva primera norma de Gran Mestre al campionat del món juvenil a Atenes, on va derrotar Richárd Rapport i va fer taules amb el campió, Aleksandr Ipàtov. La competició era oberta a jugadors de menys de 20 anys a data 1 de gener, i Wei en tenia només dotze. L'octubre, va guanyar la seva segona norma de GM a l'Obert d'Indonèsia, amb victòries entre d'altres sobre Michal Krasenkow i Serhí Fedortxuk.
El febrer de 2013, va fer la seva norma final a l'obert de Reykjavik amb una puntuació de 7½/10, inclosa una victòria sobre Maxime Vachier-Lagrave, que li permeté acabar en 6è lloc. L'agost, va participar en la Copa del Món, celebrada a Tromsø. Hi va derrotar Ian Nepómniasxi a la primera ronda, i Aleksei Xírov a la segona, però fou finalment eliminat per Xakhriar Mamediàrov a la tercera ronda.
A la llista d'Elo de la FIDE de novembre de 2013 Wei, a 14 anys, quatre mesos i trenta dies, va assolir un Elo de 2604 punts, i va esdevenir així el jugador més jove de la història en depassar la barrera dels 2600+, batent el rècord que anteriorment tenia Wesley So.
L'agost de 2014 va jugar representant la Xina, com a primer tauler suplent, a l'Olimpíada de 2014 a Tromsø. Hi va puntuar 4/5, i va ajudar així els xinesos a aconseguir la medalla d'or.
El maig del 2015 es proclamà per primer cop campió absolut de la Xina després de fer 7½ punts de 11, mig més que el segon classificat, Liren Ding. El juny de 2015 va guanyar el XXVIII Magistral de León.
Per segon any consecutiu, el 2016 torna a guanyar el Campionat de la Xina amb 7½ punts de 11, un punt i mig per davant dels segons classificats i amb quatre victòries, set taules i cap derrota. El 2018 es proclamà campió del Campionat d'escacs de l'Àsia.
El març de 2019 fou membre de l'equip xinès que va quedar tercer al Campionat del món per equips a Astanà.